# 지방도 제494호선
지방도 제494호선은 강원특별자치도 홍천군 서면 모곡리 점말마을과 횡성군 공근면 시동입구 교차로를 잇는 강원특별자치도의 지방도이다.
2011년 6월 28일에 홍천군 서면 굴업리와 남면 화전리를 잇는 백양치 고개 구간에 터널을 건설하는 공사를 착공하여 2017년 7월 20일에 개통했다.

## 역사
- 2002년 8월 10일 : 유목교 개축공사로 인해 홍천군 남면 양덕원리 ~ 유목정리 33m 구간 도로구역 변경[2]
- 2003년 2월 15일 : 노선 폐지 및 재지정[3]
- 2017년 7월 20일 : 굴업 ~ 화전(백양치)간 도로 중 백양치터널 2.5 km 구간 개통, 기존 백양치고개 구간인 4.3 km 구간 폐지[4]
- 2018년 6월 22일 : 굴업 ~ 화전간 도로(홍천군 서면 굴업리 ~ 남면 화전리) 700m 구간 개통, 기존 299m 구간 폐지[5]

## 주요 경유지
- 홍천군
  - 서면 모곡리(점말) - 한서중학교 - 한서 남궁억 묘역 - (한서) - 한서교 - (모곡) - 모곡교 - 중방대교 - 종선교 - 중방대리 - (석산교 동단) - 석산교 - (경기도 양평군 단월면 구간 : 석산리) - 귀량교 - 대곡리 - 대곡고개 - 대곡초등학교 - 굴업리 - (백양치 입구 도계) - 백양치터널
  - 남면 백양치터널 - 힐드로사이CC - 화전리 - 양덕원리 - 유목교 - 유목정리 - 자작고개 - 신대리 - 장승교 - 시동교 - 시동리 - 유치리 - 상창고개
- 횡성군
  - 공근면 상창고개 - 시동입구 교차로

## 중복 구간
- 홍천군 서면 대곡고개 ~ (백양치 입구 도계) : 국가지원지방도 제70호선과 중복

## 도로명
- 홍천군 서면 모곡리(점말) ~ 남면 양덕원리 : 한서로
- 홍천군 남면 양덕원리 ~ 횡성군 공근면 시동입구 교차로 : 시동로